# 沃什本 (伊利諾伊州)
沃什本（英語：Washburn）是位於美國伊利諾伊州馬歇爾縣和伍德福德縣的一個村落。

## 地理
沃什本的座標為40°55′12″N 89°17′30″W / 40.92000°N 89.29167°W，而該地最高點為海拔高度208米（即682英尺）。

## 人口
根據2010年美國人口普查的數據，沃什本的面積為1.86平方千米，當中陸地面積為1.86平方千米，而水域面積為0.00平方千米。當地共有人口1155人，而人口密度為每平方千米620人。